# Race Driver: Create & Race
Race Driver: Create & Race (DTM Race Driver 3: Create & Race en Alemania y V8 Supercars 3: Create and Race en Australia) es un videojuego de carreras desarrollado por Firebrand Games y publicado por Codemasters exclusivamente para Nintendo DS.

## Modos
- World Tour Mode: el jugador compite en una serie de carreras de turismos de todo el mundo. Los puntos de recompensa se obtienen para comprar artículos como campeonatos adicionales, nuevos desafíos, trucos, piezas de diseñador de pistas y piezas de personalización en la tienda de recompensas.
- Modo Pro Tour: una versión más dura del modo World Tour, en la que los otros conductores son más hábiles, el daño es más realista y el jugador tiene que conducir con cambios manuales.
- Simulación: este modo contiene carrera libre, contrarreloj y modo desafío.
- Track Designer: una parte innovadora del juego en la que los jugadores crean su propia pista de carreras y pueden competir en campeonatos multijugador.

## Desarrollo
Race Driver: Create and Race es el segundo juego de carreras desarrollado por Firebrand Games para ejecutarse en el motor de juego de Octane (después de Cartoon Network Racing).  El motor se actualizó para admitir un editor de pistas y Firebrand Games continuaría reutilizándolo para las versiones para DS de Race Driver: Grid. y Dirt 2.

## Recepción
Race Driver: Create & Race tuvo una recepción positiva tras su lanzamiento; tiene una puntuación de 79% y 76 sobre 100 según GameRankings y Metacritic.
En la Navidad de 2007, el juego estaba en la Guía del comprador de IGN para DS en la que era uno de los diez títulos sin ningún orden en particular, pero era el único juego de carreras. Los 12 mejores juegos de DS para Navidad de Eurogamer incluyeron Race Driver, además de ser el único juego de carreras en la lista.
El juego fue el Juego de carreras del año de IGN para DS.